# Wado-ryu
Wado-ryu Karate' (和道流, Wadō-ryū) is een karatestijl en betekent letterlijk de weg van de vrede en harmonie en is ontwikkeld door Hironori Ohtsuka. 
Wado ryu kenmerkt zich door de directheid van de bewegingen. Ook de manier van bewegen en verplaatsen van het lichaam (tai sabaki)  waarbij de tegenstander ontweken en gelijktijdig aangevallen wordt,  is een duidelijk kenmerk van wado. 
Tijdens kata's zijn overbodige bewegingen achterwege gelaten die enkel voor show zijn, maar geen directe toevoeging geven op de beweging zelf. 
Een ander kenmerk van de wado-ryustijl is dat veel weringen, 
verdediging en aanvalstechnieken hoog (jodan) worden gegeven, in tegenstelling tot bijvoorbeeld shotokan. 
De wado stijl kent vijftien officiële kata's.
Deze zijn de vijf Pinan en 10 hogere kata's:
Pinans:
- Pinan Nidan.
- Pinan Shodan.
- Pinan Sandan.
- Pinan Yondan.
- Pinan Godan.

Hogere kata's:
- Bassai.
- Chinto.
- Jion.
- Jitte.
- Kushanku.
- Naihanchi.
- Niseishi.
- Rohai.
- Seishan.
- Wanshu.

Kumite
Naast kata (solo-vormen) kent Wado-ryu ook vele partnervormen. Voorbeelden hiervan zijn:
- Sanbon Kumite, De driestaps basisvormen.
- Ippon Kumite,  De eenstaps basisvormen.
- Kihon Kumite,  De 10 vormen waarbij de fundamentele principes van het Wado karate getraind worden
- Ohyo Kumite, De vormen zoals ze door Tatsuo Suzuki sensei zijn gemaakt naar aanleiding van zijn ervaringen in gevechten.
- Idori, vormen in zit.
- Tanto-dori, traditionele vormen met een tegenstander met een mes.
- Shinken shirahadori, vormen met een tegenstanden met een zwaard.
- Jiyu Kumite,   Vrij sparren.

Bandenvolgorde
De bandvolgorde kan verschillen. De meest gebruikte volgorde is:
| Graad   | Kleur                      |
| ------- | -------------------------- |
| 8e kyu. | Wit.                       |
| 7e kyu. | Geel.                      |
| 6e kyu. | Oranje.                    |
| 5e kyu. | Groen.                     |
| 4e kyu. | Blauw.                     |
| 3e kyu. | Bruin.                     |
| 2e kyu. | Bruin.                     |
| 1e kyu. | Bruin.                     |
| 1e dan. | Zwart.                     |
| 2e dan. | Zwart.                     |
| 3e dan. | Zwart.                     |
| 4e dan. | Zwart.                     |
| 5e dan. | Zwart.                     |
| 6e dan. | Zwart of Rood-wit geblokt. |
| 7e dan. | Zwart of Rood-wit geblokt. |
| 8e dan. | Zwart of Rood-wit geblokt. |
| 9e dan. | Zwart of breed Rood.       |
| 10e dan | Zwart of breed Rood.       |